# Sint-Martinuskerk (Tegelen)
De Sint-Martinuskerk in het Nederlandse dorp Tegelen is de hoofdkerk van de gezamenlijke parochies van Tegelen, Steyl en Belfeld. De kerk is genoemd naar de heilige Sint Martinus.

## Beschrijving
De Sint-Martinuskerk in Tegelen is een neogotische kruisbasiliek met vijfzijdig gesloten koor en een laatgotische 68 meter hoge toren van vier geledingen met ingesnoerde spits.
Het huidige kerkgebouw werd gebouwd in 1899-1900 naar een ontwerp van Caspar Franssen. De in 1430 gebouwde westtoren werd in 1956 met een geleding verhoogd. Het is de enige bewaard gebleven middeleeuwse toren in de gemeente Venlo. Het onderste, en ook oudste, deel van de toren bevat verscheidene grafkruisjes, wijdingskruisen en metselaarstekens waarvan de herkomst en betekenis deels onbekend is.

## Kerkgeschiedenis
Volgens de overlevering werd de eerste kerk in Tegelen rond 720 gesticht door de heilige Plechelmus van Sint Odiliënberg en was ze toegewijd aan Sint-Martinus. Dit eerste kerkje was waarschijnlijk een klein rechthoekig houten gebouw. Het werd uiteindelijk door een brand verwoest. De Sint-Martinuskerk was een zogenaamde ecclesia integra oftewel 'gehele kerk' (ook wel genoemd ecclesia matrix: 'moederkerk'). Dit betekent dat het een parochiekerk was met 'volledige rechten', dat wil zeggen het recht om de mis op te dragen en de eucharistie te vieren, mensen te dopen en te begraven en ook om nieuwe kerken te stichten. Volgens de registers van het dekenaat Wassenberg waren de kerken van Venlo (± 760), Kaldenkerken (± 1250) en de veel later gestichte kerk van Belfeld ecclesiae mediae (dochterkerken opgericht met steun van de 'moederkerk') van de parochie Tegelen.
De tweede Sint-Martinuskerk was een stenen zaalkerkje in Romaanse stijl van 14 meter lang, 7 meter breed en werd rond 1150 gebouwd. De binnenwerkse afmetingen van het schip waren 7,5 bij 7 meter en van het priesterkoor 6,5 bij 4 meter. Het in 1899 bij de afbraak van de uitgebrande derde kerk teruggevonden basement van het altaar was 1,2 meter breed. Tijdens de sloop werd ook het in twee stukken gebroken romaans doopvont met ouroborosversiering van dit kerkje teruggevonden.
In 1430 werd er een kerkgebouw in laatgotische stijl gebouwd dat tot ver in de 19e eeuw zou blijven staan. Dit was de derde Sint-Martinuskerk: ze was 30 meter lang, 16 meter breed en had een gewelfhoogte van 12 meter. Onder het koor bevond zich een grafkelder van 6x6 meter. De 8 meter brede muren van de nog steeds bestaande vierkante toren zijn beneden 2,25 meter dik en de toren met 3 geledingen was destijds inclusief stompe torenspits ongeveer 32 meter hoog. De onderste geleding heeft in het midden een spitsboogvormige ingang met aan weerszijden metselaarstekens. In 1664 werd een torenuurwerk aangebracht.
In de nacht van 7 op 8 april 1700 wisten dieven zich toegang tot de kerk te verschaffen door een opening onder de torendeur te maken, waarbij het kerkzilver en een geldbedrag werd gestolen. Uit de parochies van Blerick, Venlo en Velden ontving pastoor Bongaerts vervangend zilver en uit Kevelaer een prachtige zilveren miskelk uit 1642, het eerste geschenk aan Onze Lieve Vrouw van Kevelaer (in 1897 werd deze teruggegeven aan het Duitse bedevaartsoord). In 1774 kreeg de kerk een nieuwe sacristie en in 1798 een oksaal voor het dat jaar aangekochte kerkorgel.

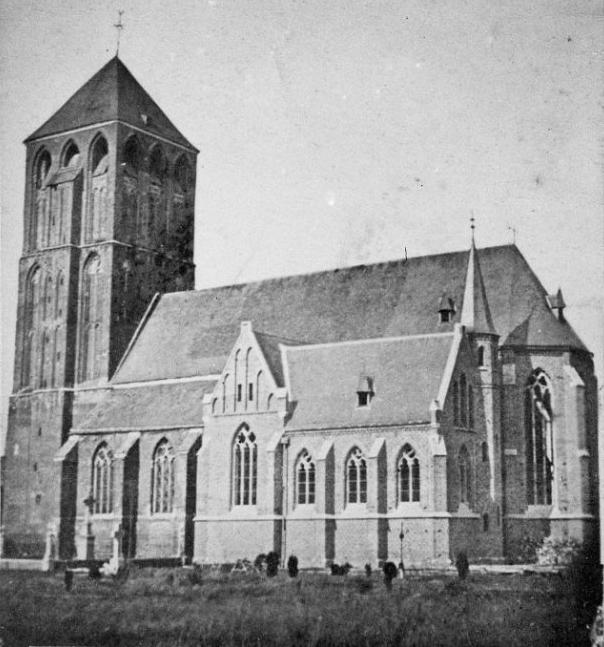
De kerk na de verbouwing door Pierre Cuypers (1874) en vóór 1894, toen de toren een hoge spits kreeg.

In 1829 werd de kerk met een subsidie van 1000 gulden van koning Willem I gerepareerd en in 1864 werd de orgeltribune uitgebreid. In 1874 werd de kerk door Pierre Cuypers ingrijpend gerestaureerd. De kerk werd vergroot met een koor en de zijbeuken werden verlengd tot gelijke lengte. Door het aangebouwde koor was de kerk nu 35 meter lang. De kerk kreeg ook een nieuwe sacristie met sierlijk achthoekig traptorentje. In 1879 was Jacobus Craandijk in Tegelen en in zijn Wandelingen door Nederland met pen en potlood beschrijft hij de kerk als volgt: Tegelen, met een groote, fraaije kerk en een' zwaren toren. In 1894 werd het kerkgebouw opnieuw gerestaureerd en kreeg de toren een hoge torenspits met 2 galerijen en 16 dakkapellen. Vier jaar later, op 31 augustus 1898 bij de inhuldiging van koningin Wilhelmina, brandden de toren en het dak van de kerk af door in de toren afgestoken vuurwerk. De halfgesmolten kerkklokken vielen door het oksaal en het torenkruis kwam op het kerkhof terecht.

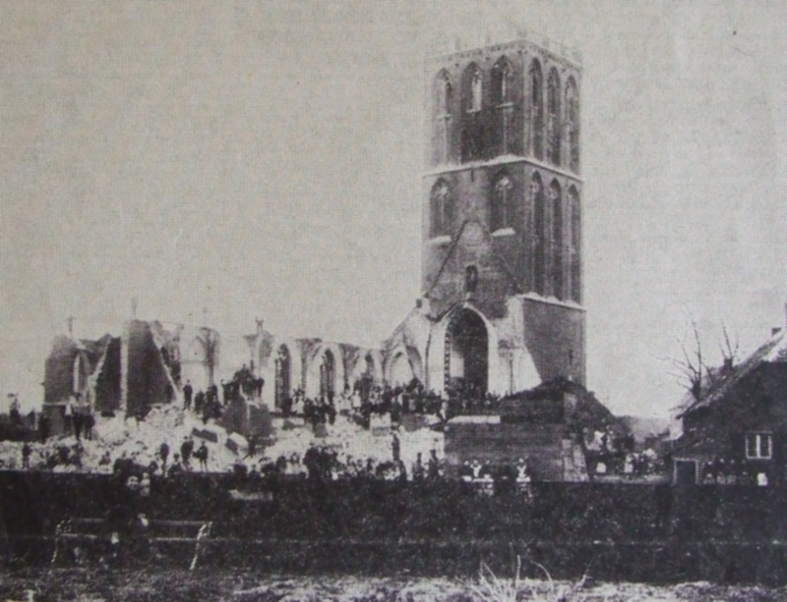
De uitgebrande kerk in 1898.

Na de brand schonk koningin Wilhelmina 10.000 gulden voor de wederopbouw. Tegen de resten van de middeleeuwse toren bouwde Caspar Franssen in 1899-1900 het huidige kerkgebouw. Het heeft een lengte van 50 meter, een dwarsschip van 30 meter en de hoogte van het gewelf van het middenschip is 18 meter. Het nieuw kerkgebouw werd een kruisbasiliek, in tegenstelling tot de vorige kerken, die allen als zaalkerk werden gebouwd. Het middenschip heeft 7 traveeën met in de koorsluiting een stergewelf en in de andere traveeën kruisribgewelven. Het gewelf wordt gedragen door de muren, steunberen, zuilen en onder de kruising 4 bakstenen pilaren in schoon metselwerk. De toren kreeg een achthoekige torenspits, wederom met 16 dakkapellen, maar nu met een enkele galerij. Op het dak van de kerk werd op de kruising een vieringtorentje geplaatst. In de kerk werd een jaardicht aangebracht: InCenDIo ConsVMpta eX CInerIbVs noVo fVLgore eXsVrgo (Door brand verteerd verrijs ik met nieuwe luister uit de as) geeft het bouwjaar 1899 aan: I (1) + C (100) + D (500) + I (1) +  C (100) + V (5) + M (1000) + X (10) + C (100) + I (1) + I (1) + V (5) + V (5) + V (5) + L (50) + X (10) + V (5) = 1899.

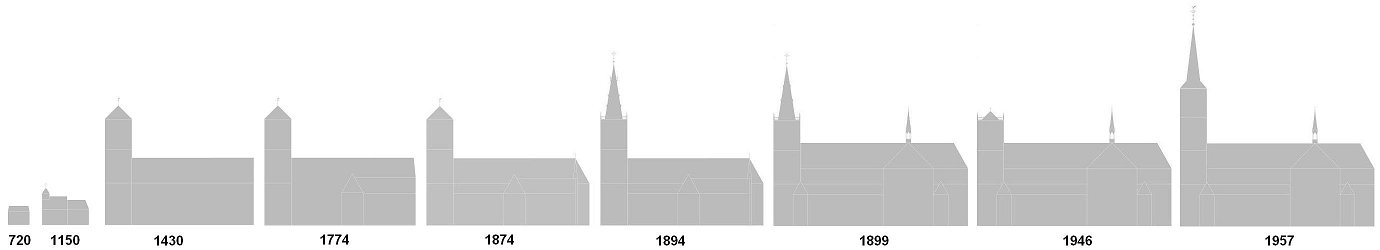
Alle varianten van de Sint-Martinuskerk van 720 tot heden

In 1909 werd het eeuwenoude kerkhof rond de kerk buiten gebruik gesteld. Wegens de bevolkingsgroei was dit kerkhof te klein geworden om alle overledenen een eigen grafplaats te kunnen geven. Aan de huidige Kerkhoflaan werd een nieuwe begraafplaats aangelegd die tot op heden in gebruik is.
In 1912 werd het laatste van de 63 gebrandschilderde ramen geplaatst. De Sint-Martinuskerk kreeg in november 1935 eikenhouten kerkbanken ter vervanging van de tot dan gebruikte stoelen. De kerktoren werd in de Tweede Wereldoorlog door geallieerde beschietingen, de geallieerden meenden dat er een Duitse uitkijkpost in de toren zat, op 1 en 3 december 1944 en 1 maart 1945 behoorlijk beschadigd. Het bovenste gedeelte van de spits met de windhaan kwam bij de beschietingen van 1 december op het voormalige kerkhof terecht. In 1946 kreeg de toren een stomp nooddak, maar pas tien jaar later in 1956 werd de toren door Joseph Franssen hersteld: de toren werd met een geleding verhoogd en kreeg een nieuwe ingesnoerde torenspits. Begin 1957 werd de in de oorlog eraf geschoten windhaan weer op de torenspits geplaatst.

## Parochiegeschiedenis
Omstreeks 720 ontstond met de bouw van de parochiekerk de parochie Tegelen. In 988 kwam de verkleinde parochie Tegelen (verscheidene dochterkerken waren inmiddels zelfstandig geworden) onder het bisdom Luik. De parochie bleef deel uitmaken van het dekenaat Wassenberg, waar het van oudsher toe behoorde. Het dekenaat Wassenberg vormde weer een onderdeel van het aartsdiaconaat Kempenland.
Toen in 1559 door de Spanjaarden in de Nederlanden nieuwe bisdommen werden opgericht wilde men Tegelen indelen bij het eerste bisdom Roermond. Maar omdat Tegelen niet onder Spaans gezag viel bleef de parochie tot het bisdom Luik behoren. Kasteelheer Frans van Holtmeulen drong in 1563 de gereformeerde predikant Clementius aan de parochie op. In 1571 werd Belfeld, dat deze protestant niet zag zitten, door de bisschop van Roermond tot zelfstandige parochie verheven. De grotendeels katholieke Tegelenaren wisten in 1575 met hulp van de hertog van Gulik de predikant te verdrijven.
Aan het begin van de 19e eeuw kwam Tegelen door toedoen van de Fransen te vallen onder het nieuw opgerichte bisdom Aken. Dit eerste bisdom Aken werd in 1821 door Paus Pius VII opgeheven, waarna de parochie Tegelen onder administratuur van Luik kwam. Dit duurde tot 1833, toen Tegelen bij het nieuw opgerichte dekenaat Venlo werd gevoegd. Nadat de Nederlandse regering in 1839 de onafhankelijkheid van België had erkend, werd Tegelen, en de rest van Limburg, door een apostolisch administrator bestuurd: men wilde namelijk niet dat het nu Belgische bisdom Luik geestelijke macht op Nederlands grondgebied zou uitoefenen. In 1853 werd het dekenaat Venlo inclusief Tegelen ingedeeld bij het zojuist opgerichte tweede bisdom Roermond.
In de tijd van het 'Rijke Roomse Leven', tussen ongeveer 1860 en 1960, groeide de Tegelse bevolking flink en op den duur kon de Sint-Martinuskerk niet meer alle parochianen tegelijk onderdak bieden. Er werden daarom diverse nieuwe parochies met bijbehorende kerken opgericht. In 1931 werd op de Heide de parochie van het Heilig Hart van Jezus opgericht, in 1933 gevolgd door de parochie Heilige Rochus te Steyl waardoor de Sint-Martinusparochie kleiner werd. In de jaren 1949-1950 ontstond de parochie van Sint-Joseph, wat weer een verkleining van de Sint-Martinusparochie inhield. In 1956 werd Tegelen een zelfstandig dekenaat, waartoe ook de parochies van Belfeld, Beesel en Reuver gingen behoren. 
In de jaren 1960 na het Tweede Vaticaans Concilie ontkerstende Nederland in snel tempo. Steeds minder katholieken bezochten de kerk. Vele gelovigen lieten het, voorheen vrijwel wekelijks, kerkbezoek van de grote meerderheid afzakken tot een sporadisch bezoek op Kerstmis en Pasen of bij een begrafenis, doop of huwelijk. Anderen lieten zelfs voortaan het kerkbezoek helemaal achterwege. Sommigen vroegen zelfs zich uit te schrijven uit het doopregister. De in de 20e eeuw opgerichte kerken en parochies werden uiteindelijk weer opgeheven: de Sint-Josephkerk werd in 2009 gesloten en ook de Heilig Hartkerk en de Sint-Rochuskerk van Steyl zijn in 2011 aan de eredienst onttrokken. Tegenwoordig is er in heel Tegelen en Belfeld nog maar één pastoor die als hoofdkerk de Sint-Martinuskerk bedient.

## Klokken
De 15e-eeuwse kerkklokken van de Sint-Martinuskerk gingen in de Tachtigjarige Oorlog verloren. In 1609 werd de grote klok gegoten door Jan van Trier, met het opschrift :"Maria heisse ich - Lebendige ruf ich - Todten beschrei ich - Jan von Trier hatt mich gegossen anno 1609". In 1618 werden nog twee klokken gegoten, namelijk een kleine klok en een zogenaamd Antoniusklokje, in Limburg vaak "klimpke" genoemd ("Klimpen" betekent in Limburg en Brabant de klok luiden voor oproep tot gebed). Het klimpke werd in 1800 opnieuw gegoten en de kleine klok werd in 1830 door Goulard uit Tongeren hergoten. Alle klokken smolten in de brand van 1898, van de resten werd de nu nog in gebruik zijnde sacristiebel gegoten. Tijdens de Sint-Maartensviering op 11 november 1900 kreeg de kerk nieuwe klokken met de namen Maria, Joseph, Martinus en het "klimpke" Joannes. De laatste werd niet in de klokkentoren, maar in de nieuwe dakruiter geplaatst en heeft als opschrift: "Ut Joannes in deserto sum - Voco populum ad deum" (Evenals Johannes ben ik in eenzaamheid - Ik roep het volk tot God),
Op 30 november 1942 werden de klokken door de nazi's uit de toren geroofd, op het klimpke na. In 1947-1948 kreeg de Sint-Martinuskerk vier nieuwe klokken met de volgende inscripties:
- Grote klok (1947): "Quod hostes vitulerunt - Parochiani reddiderunt - Et Mariam me vocaverunt" (Wat de vijanden roofden - hebben de parochianen - teruggegeven en mij Maria genoemd)
- Middelste klok (1947): "Aetitui eccl. ad. st. Martinum - X post raptum sacrilegum pie - Me d.d. et Jesephum vocaverunt" (Na de heiligschennende diefstal - hebben mij, met vroom gemoed - aan de St.-Martinuskerk geschonken en mij Joseph genoemd)
- Kleine klok (1947): "Pace restituta me Theresiam d.d." (Na het herstel van de vrede hebben X mij Theresia gegeven)
- Zware klok (1948): "Qui vocor Martinus - Patrones loci fideles - Quaviter sonitans - Invito vocoque" (Ik, die Martinus wordt genoemd - patroon van de plaats, nodig uit - en roep de gelovigen met mijn - zware klank)

De klanken van de klokken zijn afgestemd op de aanhef van het Te Deum.

## Orgel

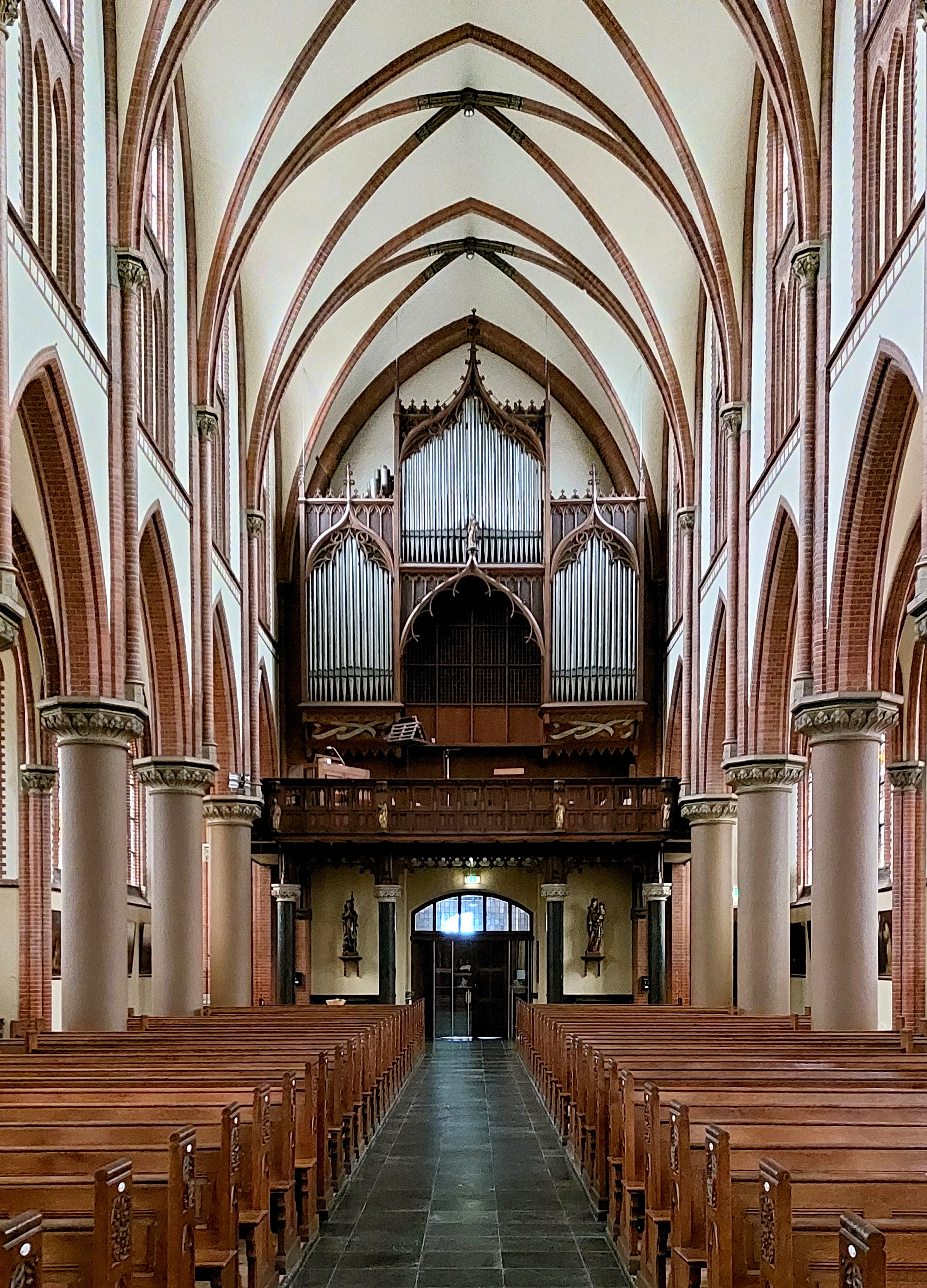
Het orgel.

In 1798 kreeg de kerk het uit ± 1740 stammende kerkorgel van de voormalige Munsterabdij in Roermond. Tijdens de brand van 1898 ging dit verloren. In 1905 werd door Th. Nöhren Roermond een nieuw tweemanuaals orgel geplaatst. In 1955 werd dit door Gebr. Vermeulen uit Weert ingrijpend gewijzigd. De speeltafel, tractuur en de windladen van het pedaal werden vernieuwd, zwelwerk werd geplaatst en de dispositie werd gewijzigd. In 1991 werd het orgel door Vermeulen schoongemaakt en de dispositie nogmaals gewijzigd.
De huidige dispositie van het orgel luidt als volgt:
| I Hoofdwerk C-       |     |
| Prestant             | 16’ |
| Prestant             | 8’  |
| Roerfluit            | 8’  |
| Gemshoorn            | 8’  |
| Octaaf               | 4’  |
| Fluit                | 4’  |
| Quint                | 2⅔’ |
| Octaaf               | 2’  |
| Sesquialter II sterk | 1⅓’ |
| Mixtuur IV sterk     | 1⅓' |
| Trompet              | 8’  |

| II Zwelwerk C-   |     |
| Prestant         | 8’  |
| Holpijp          | 8’  |
| Salicionaal      | 8’  |
| Vox coelestis    | 8’  |
| Prestant         | 4’  |
| Dwarsfluit       | 4’  |
| Nasard           | 2⅔’ |
| Piccolo          | 2’  |
| Terts            | 1⅗' |
| Scherp III sterk | 1'  |
| Trompet          | 8’  |
| Basson           | 8’  |
|                  |     |

| Pedaal C-          |     |
| Prestantbas        | 16’ |
| Violon             | 16’ |
| Subbas             | 16’ |
| Octaafbas          | 8’  |
| Gedektbas          | 8’  |
| Prestant           | 4’  |
| Ruispijp III sterk | 2⅔' |
| Bazuin             | 16’ |

## Inventaris

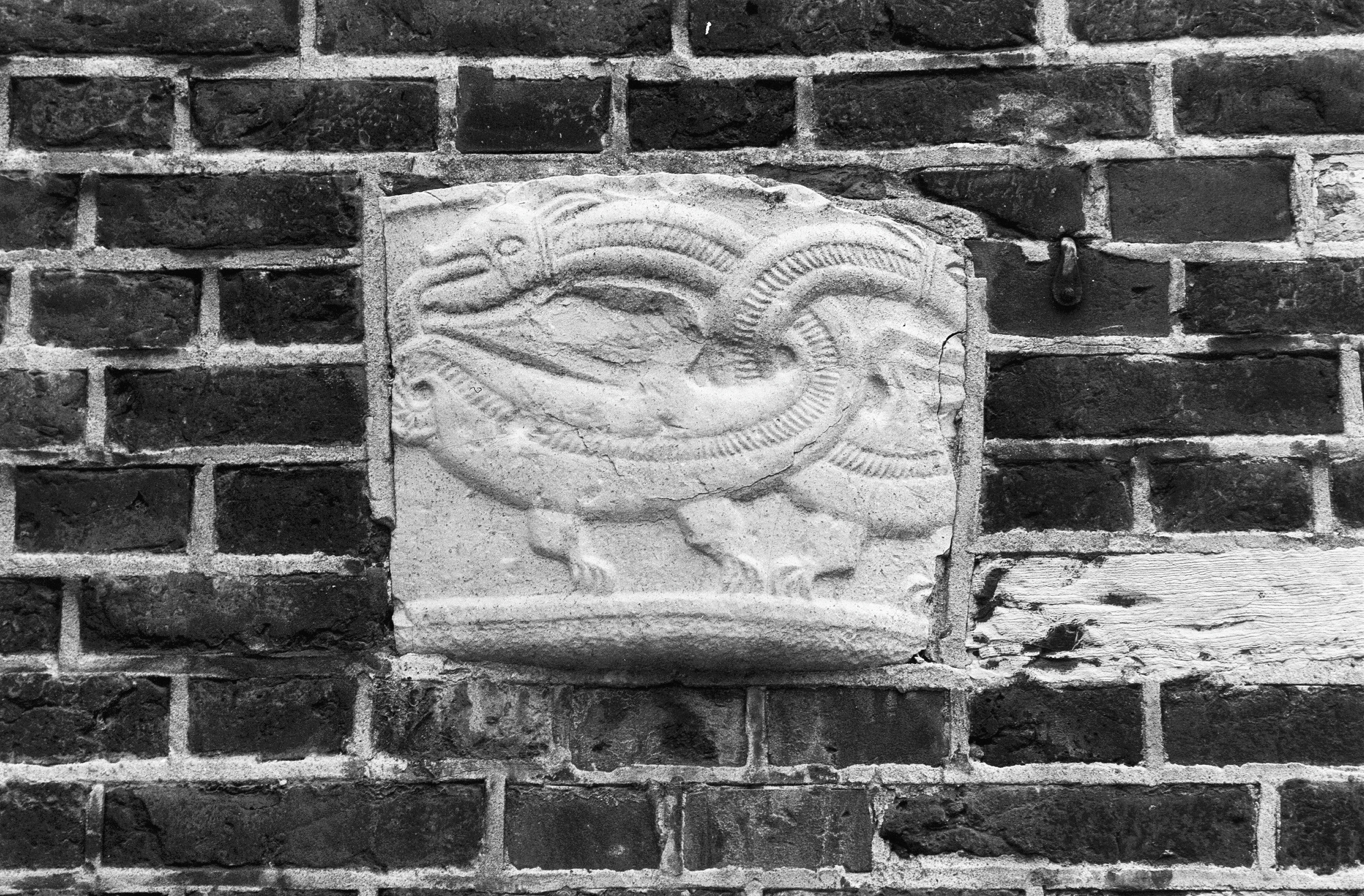
Het middeleeuwse doopvontfragment in de torenmuur.

In het gebouw bevinden zich onder andere:
- Fragmenten van een romaans doopvont met ouroborosversiering (± 1100, nu ingemetseld in de noordgevel van de toren)
- Groot houten Madonnabeeld met engelen (± 1500)
- Houten heiligenbeeld van de H. Lucia (16e eeuw)
- Wijwatervat (17e eeuw)
- Kruisbeeld (17e eeuw)
- Koperen doopvont (1793)
- Sacristiebel (1900)
- 63 gebrandschilderde ramen van atelier Nicolas (1912)
- Vleugelaltaar ontworpen door Joseph Windhausen (1928)
- De kruisweg door Pieter Geraedts (1938)